# Cercococcyx olivinus
Il cuculo codalunga olivaceo (Cercococcyx olivinus Sassi, 1912) è un uccello della famiglia Cuculidae.

## Sistematica
Cercococcyx olivinus non ha sottospecie, è monotipico.

## Distribuzione e habitat
Questo uccello vive in Africa centrale e lungo il Golfo di Guinea, più precisamente dalla Guinea all'Angola, e nella Repubblica Democratica del Congo, nella Repubblica Centrafricana, in Uganda e in Zambia.